# 吳汝倫
吳汝倫（1541年—？），字文敘，號震華，直隸常州府無錫縣人，軍籍，明朝政治人物。

## 生平
隆慶四年（1570年）庚午科應天鄉試第一名舉人（解元），五年（1571年）聯捷辛未科三甲第三十一名進士。工部觀政，授彰德府推官，萬曆三年（1575年）七月選授禮科給事中，养病卒。

## 家族
曾祖吳瓚；祖父吳應元；父吳惟孝，前母楊氏；母華氏；繼母華氏。慈侍下。弟吳汝任（貢士）。子桂芳、桂芬、桂森、吴桂萼（1570年-1621年）。孫吴其驯（桂萼子），崇祯辛未進士。